# Jung & Naiv
Jung & Naiv ist ein YouTube-Kanal sowie eine dort regelmäßig ausgestrahlte gleichnamige politische Interviewsendung. Die erste Folge erschien unter dem ursprünglichen Titel Jung & Naiv – Politik für Desinteressierte am 7. Februar 2013 auf YouTube. In den Jahren 2013 und 2014 wurde Jung & Naiv wöchentlich vom Privatsender Joiz ausgestrahlt.
Seit dem 13. April 2015 (Folge 232) sind alle Folgen auf der eigenen Website zugänglich. Produziert wird die Sendung von Tilo Jung, Alexander Theiler, Hans Jessen und Juliane Marie Schreiber. Die Folgen werden außerdem in Form eines Podcast zur Verfügung gestellt.
Neben den Interviews des Jung-und-Naiv-Formats werden auf dem Kanal auch weitere Formate zu politischen und wirtschaftlichen Themen publiziert.

## Formate

### Jung & Naiv

#### Format
Moderator Tilo Jung spielt für seine Interviews einen naiven jungen Mann, der seinen Gästen entsprechend unvoreingenommen grundlegende Fragen stellt. Er stellt dabei „einen Durchschnittsahnungslosen auf dem intellektuellen Niveau eines 14-Jährigen“ dar, der grundsätzlich jegliche räumliche und sprachlich formale Distanz zu seinen Gesprächspartnern missachtet. So werden Interviewpartner geduzt, dürfen keine Fremdwörter benutzen und müssen Fachbegriffe von Grund auf erklären. Die Interviews werden ohne genau abgesteckten zeitlichen Rahmen aufgenommen und in voller Länge veröffentlicht. Laut Tilo Jung soll sich das Gespräch dadurch natürlich entwickeln.
Jung & Naiv ging ein Format namens All You Can Ask voraus, dabei stellten die Zuschauer im Vorfeld der Sendung Fragen, die Jung an die Gäste weiterreichte. Dieses Element ist bei bekannten Interviewpartnern weitestgehend beibehalten worden und wurde als „Extra“, „Bonus“ oder „Eure naiven Fragen“ bezeichnet. Seit Ende 2020 werden die meisten Interviews live bei YouTube gestreamt und die Zuschauer erhalten die Möglichkeit ihre Fragen im Chat zu stellen. Diese werden gegen Ende des Interviews von Hans Jessen an die Interviewpartner gestellt.

#### Themenschwerpunkte
Während des Bundestagswahlkampfs 2013 interviewte Tilo Jung vorwiegend kandidierende Politiker wie Sahra Wagenknecht, Erika Steinbach, Wolfgang Kubicki, Jürgen Trittin und Peer Steinbrück. Unter dem Motto „CCC für Desinteressierte“ stellte Jung Interviews vom 30. Chaos Communication Congress ins Netz. Dabei unterhielt er sich beispielsweise mit Jan Philipp Albrecht, Felix von Leitner und Tim Pritlove über Themen wie Datenschutz, den NSA-Überwachungsskandal oder über Whistleblower, wie z. B. Chelsea Manning.
Als die Maidan-Bewegung wegen der Annexion der Krim durch Russland in den Hintergrund rückte, beschloss das „Jung & Naiv“-Team, auf eigene Kosten in die Ukraine zu reisen, um vor Ort Fragen zum Krieg in der Ukraine seit 2014 zu stellen. Dort vermittelte der ukrainische Journalist Maxim Eristavi den Kontakt zu Politikern, Journalisten und Aktivisten. Anlässlich der Europawahl 2014 unternahm das Team unter dem Titel „Jung & Naiv goes Europe“ Reisen nach Griechenland, Spanien und Italien und berichtete über die dortigen politischen, wirtschaftlichen und sozialen Probleme. Während des Gaza-Konfliktes 2014 wurde eine weitere Interviewreihe in Israel und Palästina aufgenommen. Dort traf das Team auf Vertreter der israelischen Politik und des Militärs, aber auch auf Aktivisten beider Seiten und Stellvertreter palästinensischer Organisationen.

### Bundespressekonferenz
Am 18. Juli 2014 berichtete das Format unter dem Titel Naive Fragen (an Angela Merkel) erstmals von der Bundespressekonferenz. Spätestens mit dem 16. September 2015 wurde eine Bundespressekonferenz von etwa eineinhalb Stunden erstmals in voller Länge öffentlich übertragen, was seitdem regelmäßig geschieht und unter deutschen Medien ein Alleinstellungsmerkmal war und ist. Die Pressekonferenzen der Bundesregierung bilden nun eine eigene Rubrik Bundesregierung für Desinteressierte.

### Regierungstagebuch
Das Regierungstagebuch ist ein Format, das seit 2018 in unregelmäßigen Abständen veröffentlicht wird. In diesem unterhalten sich Hans Jessen und Alexander Theiler über die Aussagen von Politikern oder Pressesprechern in der Bundespressekonferenz und fassen diese zusammen.

### Die Politikanalyse
Die Politikanalyse war ein Format, das ab 2019 in unregelmäßigen Abständen veröffentlicht wurde. In diesem kommentierte Wolfgang M. Schmitt das aktuelle politische Geschehen anhand der jeweils letzten Jung & Naiv-Interviews. Die vorerst letzte Folge wurde am 1. Mai 2022 ausgestrahlt.

### Jung & Live
Da im Zuge der Coronakrise Anfang 2020 reguläre Interviews erschwert wurden, wurden ab dem 21. März 2020 in unregelmäßigen Abständen unter dem Titel Jung & Live Interviews im Livestream geführt. Die Interviews sind entsprechend ungeschnitten und dauern in der Regel mindestens eine Stunde, teilweise auch deutlich länger. Im Gegensatz zu den klassischen Jung & Naiv-Folgen, in denen dies zu diesem Zeitpunkt noch nicht möglich war, hatten Zuschauer hier die Möglichkeit, im durch Alexander Theiler moderierten Livechat ihre Fragen zu stellen. Diese wurden von Tilo Jung im Laufe des Gesprächs in das Interview eingebaut. Weiterhin wurde Jung von Hans Jessen oder Wolfgang M. Schmitt als Co-Moderator unterstützt. Üblicherweise wurde jeder Gast am Ende des Gesprächs nach einer Buch- und einer Film- oder Serienempfehlung gefragt und ob die Person etwas gehamstert habe. Die bisher letzte der insgesamt 42 Folgen von Jung & Live wurde am 2. August 2021 gesendet.

### Hans Jessen Show
Ab dem 8. Dezember 2020 produzierte das Team zusätzlich zu den bisherigen Formaten die Hans Jessen Show – Deine Politiksprechstunde. In dem als Talkradio konzipierten und auf YouTube gesendetem Format wurden im Vorfeld ausgewählte Anrufer telefonisch live zugeschaltet und bekamen so die Möglichkeit, sich mit Hans Jessen über politische Themen ihrer Wahl auszutauschen. Die vorerst letzte Folge wurde am 10. November 2022 ausgestrahlt, zu Gast war Aimée van Baalen von der letzten Generation.

### Wirtschaftsbriefing
Das Wirtschaftsbriefing ist ein Format, das seit dem 16. Mai 2022 regelmäßig montags um 21 Uhr live gestreamt wird. In dem, meist 120 bis 150 Minuten langen, Format kommentiert und analysiert der Ökonom Maurice Höfgen aktuelle wirtschaftspolitische Themen, einerseits durch einen Rückblick auf die wirtschaftlich relevanten Schlagzeilen der vorangegangenen Woche, andererseits durch die Analyse von Medienbeiträgen und Interviews, unter anderem auch von Jung & Naiv, ähnlich der Politikanalyse. Gegen Ende des Streams haben Zuschauer die Möglichkeit, „naive Fragen“ zu stellen.

### Sonstige
In unregelmäßigen Abständen veröffentlicht das Team weitere Formate wie Die Klimafrage, eine Diskussionsrunde mit Luisa Neubauer, oder Der entscheidende Punkt, eine Diskussionsrunde mit Albrecht von Lucke und inzwischen Ulrike Hermann. Weiterhin veröffentlichte auf der Homepage von Jung & Naiv unter dem Titel Rosas Brille die Krankenpflegerin Rosa insgesamt zehn Blogeinträge, die sich hauptsächlich mit der Situation in der Pflege und mit dem Pflegenotstand beschäftigen. Die Zusammenarbeit kam nach Rosas Anruf in der zweiten Folge der Hans Jessen Show zu Stande. Seit 2023 organisiert das Team jährlich mit der sogenannten "Palastrevolution" eine Podiumsdiskussion im Admiralspalast in Berlin.

## Produktion

### Mitglieder
Tilo Jung ist Erfinder des Formats. Nach einigen Folgen schloss er sich mit dem Finanzexperten Alexander Theiler zusammen, der seither als Produzent, Kameramann und Editor fungiert. Ab Juli 2013 erweiterte zwischenzeitlich der Journalist Hans Hütt das Team. Seit 2015 arbeitet Juliane Marie Schreiber als Redakteurin für Jung & Naiv, seit 2017 führt sie eigene Interviews. Zudem gibt es eine Redakteurin mit dem Namen Kira. Ein weiteres Mitglied des Teams war Sarina Balkhausen.

### Herstellung
Die erste Folge zeichnete Jung noch mit seiner Handy-Kamera als ca. 30 Minuten langes One-Cut-Video auf. Die weiteren Interviews filmte er mit einer Digitalkamera, was aufgrund der begrenzten Aufnahmelänge auch eine zeitliche Einschränkung von etwa 12 Minuten bedeutete. Nach einer erfolgreichen Crowdfunding-Aktion und dem Zusammenschluss mit Alexander Theiler konnten sie sich neues Equipment zulegen und die Interviews mit einer oder zwei weiteren Kameras filmen. Ab Mai 2013 (erstmals Folge 53) waren die Videos nachbearbeitet, inklusive Titel- und Abspannsequenz unterlegt mit einer Titelmelodie. Das Gespräch selbst blieb weiterhin ungekürzt in Text und Länge.
Seit 2020 werden die Interviews größtenteils in einem eigenen Studio in Berlin aufgenommen.

### Titelmelodie
Ab Folge 53 erhielten die Videos für den Vor- und Abspann eine eigene Titelmelodie, welche von Brent Sluders Musikprojekt Field Dress produziert wurde. Seit Oktober 2014 (Folge 199) gibt es ein neues Erkennungslied namens Table Talk, erneut von Brent Sluder komponiert.

### Finanzierung
Während des Bundestagswahlkampfs 2013 wurde „Jung & Naiv“ mit einem Stipendium von Google unterstützt. Mittels Crowdfunding über die Online-Plattform Krautreporter konnte Jung mit seinem Kollegen Alexander Theiler eine Summe von 5.900 Euro sammeln, die sie in eine neue technische Ausrüstung und ein neues Design investierten. Es folgte eine weitere Crowdfunding-Sammelaktion über 15.000 Euro Erlös für eine Europareise während der Europawahl 2014. Darüber hinaus besteht die Möglichkeit, das Team durch Spenden zu unterstützen.

## Veröffentlichungen in anderen Medien

### Ausstrahlung im Fernsehen
Nach diversen Gesprächen mit Sendeanstalten des öffentlich-rechtlichen Fernsehens entschied sich Tilo Jung für den Schweizer Privatsender Joiz, der in Deutschland mit dem Ableger Joiz Germany im Sommer 2013 auf Sendung ging, da er dort keiner redaktionellen Kontrolle zustimmen musste, allerdings bedeutete die Sendezeitvorgabe eine Kürzung der Interviews auf 20 Minuten. Dort wurde Jung und Naiv – Politik für Desinteressierte immer montags um 20:00 Uhr ausgestrahlt, die erste Folge am 19. August 2013 war ein Interview mit dem damaligen SPD-Kanzlerkandidaten Peer Steinbrück.
Seit Ende September 2014 war das Politmagazin Bestandteil des Dienstagabendprogramms, einige Folgen wurden sogar live gesendet, wobei Zuschauer die Möglichkeit hatten, Fragen online zu stellen. Joiz Germany wurde allerdings am 16. September 2016 eingestellt.

### Publikationen in Zeitungen und Online-Magazinen
In Medienkooperationen erschienen Interviews von Jung & Naiv bei stern.de. Ein Interview mit Glenn Greenwald erschien in der Frankfurter Allgemeinen Zeitung.
Im Blog netzpolitik.org wurden sehr viele Interviews von Jung & Naiv bereitgestellt. Neben den Videos verfasste Tilo Jung auch eine erläuternde Einleitung, mitunter fügte er Gesprächsauszüge in schriftlicher Form hinzu. Seit dem Start des Onlinemagazins Krautreporter Mitte Oktober 2014 werden dort Jung & Naivs Folgen inklusive eines zumeist gekürzten Transkripts und eines Kommentarbereichs, den nur Mitglieder einsehen können, veröffentlicht.

## Auszeichnungen
Von der medienpädagogischen Facheinrichtung SIN – Studio im Netz, welches den Schwerpunkt seiner Jugendhilfe auf den Bereich digitale Medien legt, wurde die Webseite Jung & Naiv im Rahmen der Preisverleihung des Pädi 2013 das Gütesiegel „empfehlenswertes Angebot für Jugendliche“ verliehen. Anfang Mai 2014 erhielt Tilo Jung als Erfinder und Anchorman des Web-TV-Formats Jung & Naiv – Politik für Desinteressierte den zweiten Platz des Axel-Springer-Preises in der Kategorie Internet.
Jung und Naiv – Politik für Desinteressierte wurde Ende Juni 2014 mit dem Grimme Online Award in der Kategorie Information ausgezeichnet. In seiner Laudatio bezeichnete Jörg Thadeusz Tilo Jung scherzhaft als „hinterhältigen, bösen Kinderreporter“. Mitte September desselben Jahres erhielt „Jung & Naiv“ ebenfalls in der Kategorie Beste Information eine Nominierung für den Deutschen Fernsehpreis, konnte sich jedoch nicht gegen Hubert Seipel durchsetzen, der für sein Interview mit Edward Snowden ausgezeichnet wurde.